# Viktor Berendjuga
Viktor Fëdorovič Berendjuga (in ucraino Віктор Федорович Берендюга?, in russo Виктор Фёдорович Берендюга?; Leopoli, 27 gennaio 1962) è un ex pallanuotista sovietico, vincitore di una medaglia di bronzo alle olimpiadi di Seul 1988.